# 吉藩王铜镜
吉藩王铜镜，为明代铜镜，直径59.5厘米，厚0.5厘米。现藏于湖南省博物馆，从湘阴县玉池庙（现汨罗市玉池山）征集，为目前湖南发现最大的铜镜。是万历二十年（1592年）重建玉池山寺时，吉宣王朱翊銮送的物品，背面有铭文：
国王吉王敬差门副李 
 重建玉池仙山 
 祖师圣像五尊水火二将□□ 
 花瓶一对锣鼓物全镜光 
 一面入山永远万年 
 界皇图□□□□ 
 风调雨顺 
 国泰民安 
 万历二十年十月十□日吉旦立